# Dorfkirche Horburg

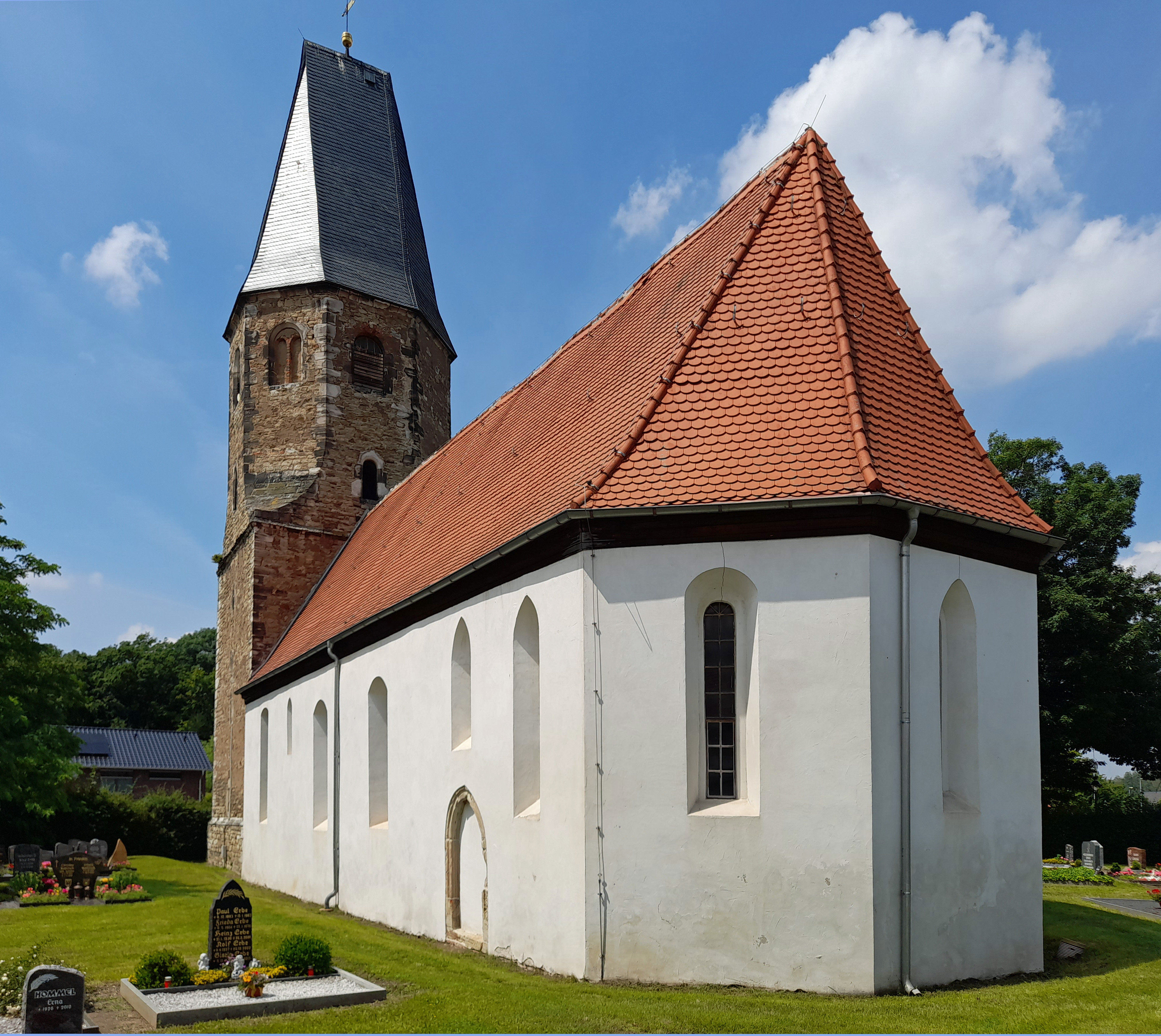
Dorfkirche Horburg, Ansicht von Südost

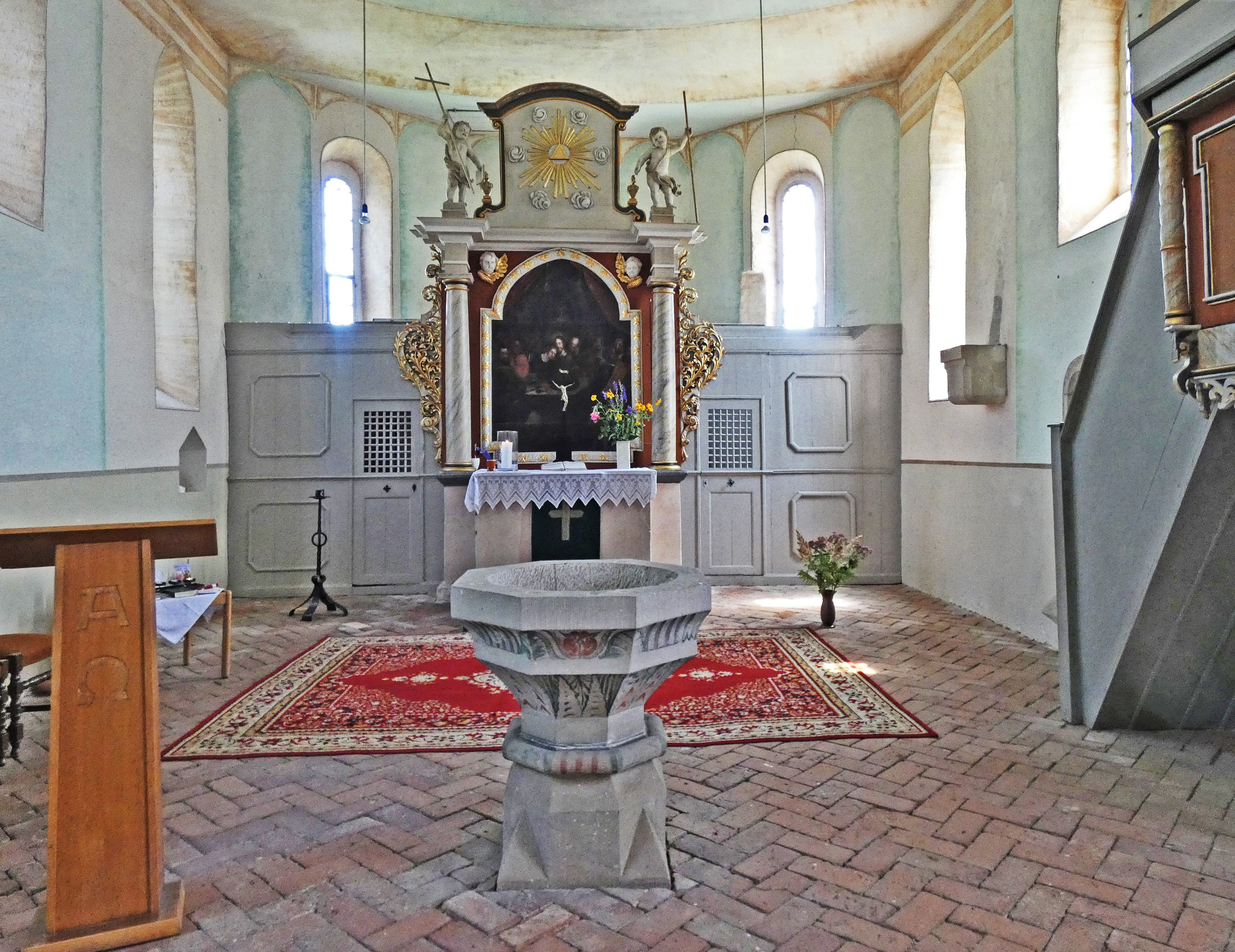
Altar und gotische Sandsteintaufe

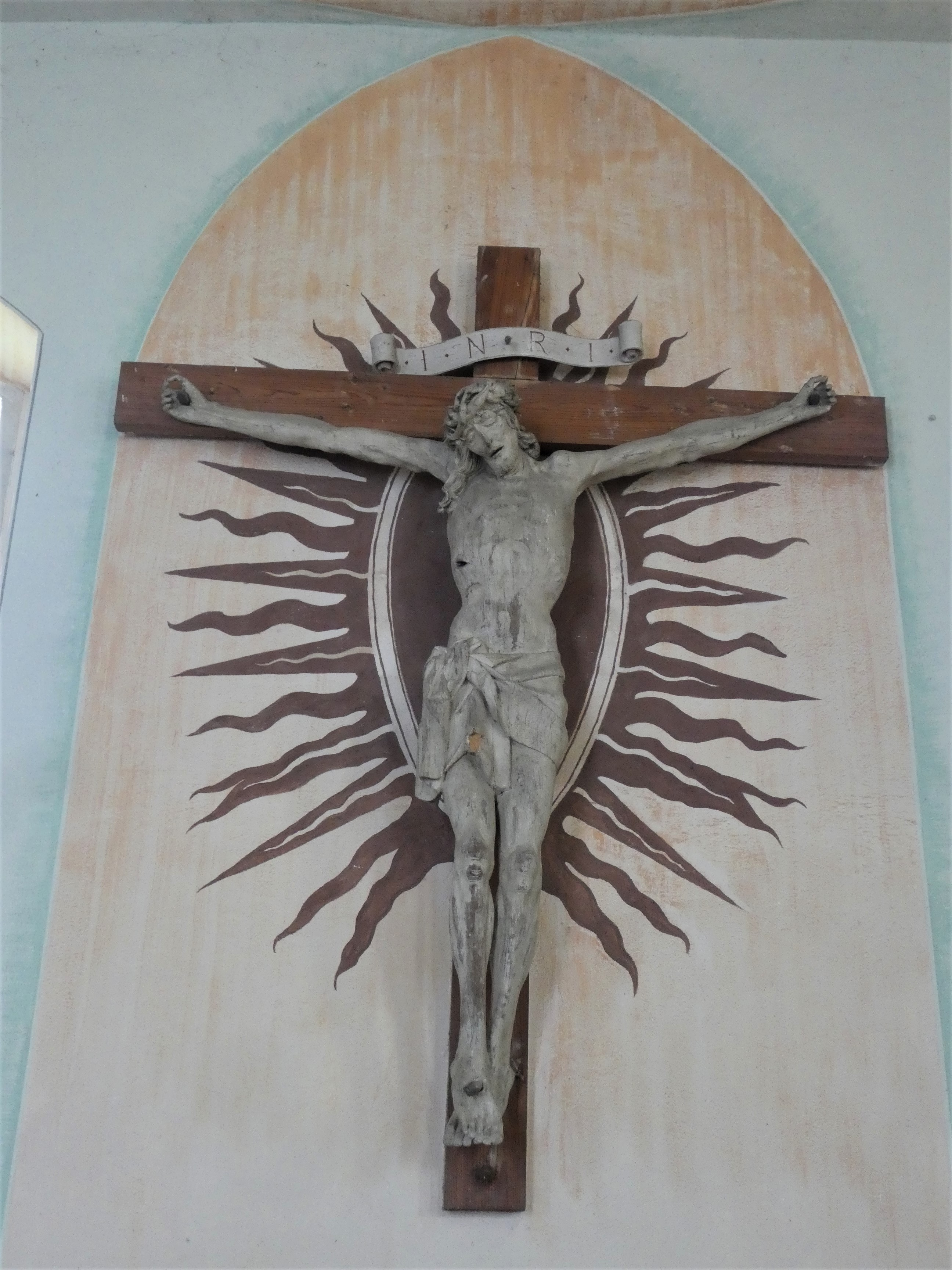
Überlebensgroßes Kruzifix

Die evangelische Dorfkirche Horburg (auch St. Marien) ist eine gotische Saalkirche im Ortsteil Horburg von Horburg-Maßlau im Saalekreis in Sachsen-Anhalt. Sie gehört zur Kirchengemeinde Horburg-Zweimen im Pfarrbereich Wallendorf der Evangelischen Kirche in Mitteldeutschland. Sie liegt am Jakobsweg, einem ökumenischen Pilgerweg, und in der Nähe von mehreren Rad- und Wanderwegen und ist eine offene Kirche.

## Geschichte und Architektur
Die Kirche ist ein einschiffiger, ursprünglich unverputzter gotischer Backsteinbau mit dreiseitigem Ostschluss, der später verändert und nach Osten verlängert wurde. Ebenso breit wie das Schiff ist der zuletzt angefügte, stattliche quadratische Westturm aus Naturstein, der mit einer Jahreszahl 1516 versehen ist. Er ist im Erdgeschoss kreuzgratgewölbt und nach oben ins Achteck mit rundbogigen Schallöffnungen und einem hohen Sattelhelm überführt.
Auf der Südseite des Schiffs befindet sich eine vermauerte, gedrückt spitzbogige Tür; das kielbogige Nordportal aus der Bauzeit des Turms wird durch reiche Stabwerkgewände als Hauptportal hervorgehoben. Das Innere ist flachgedeckt.

## Ausstattung

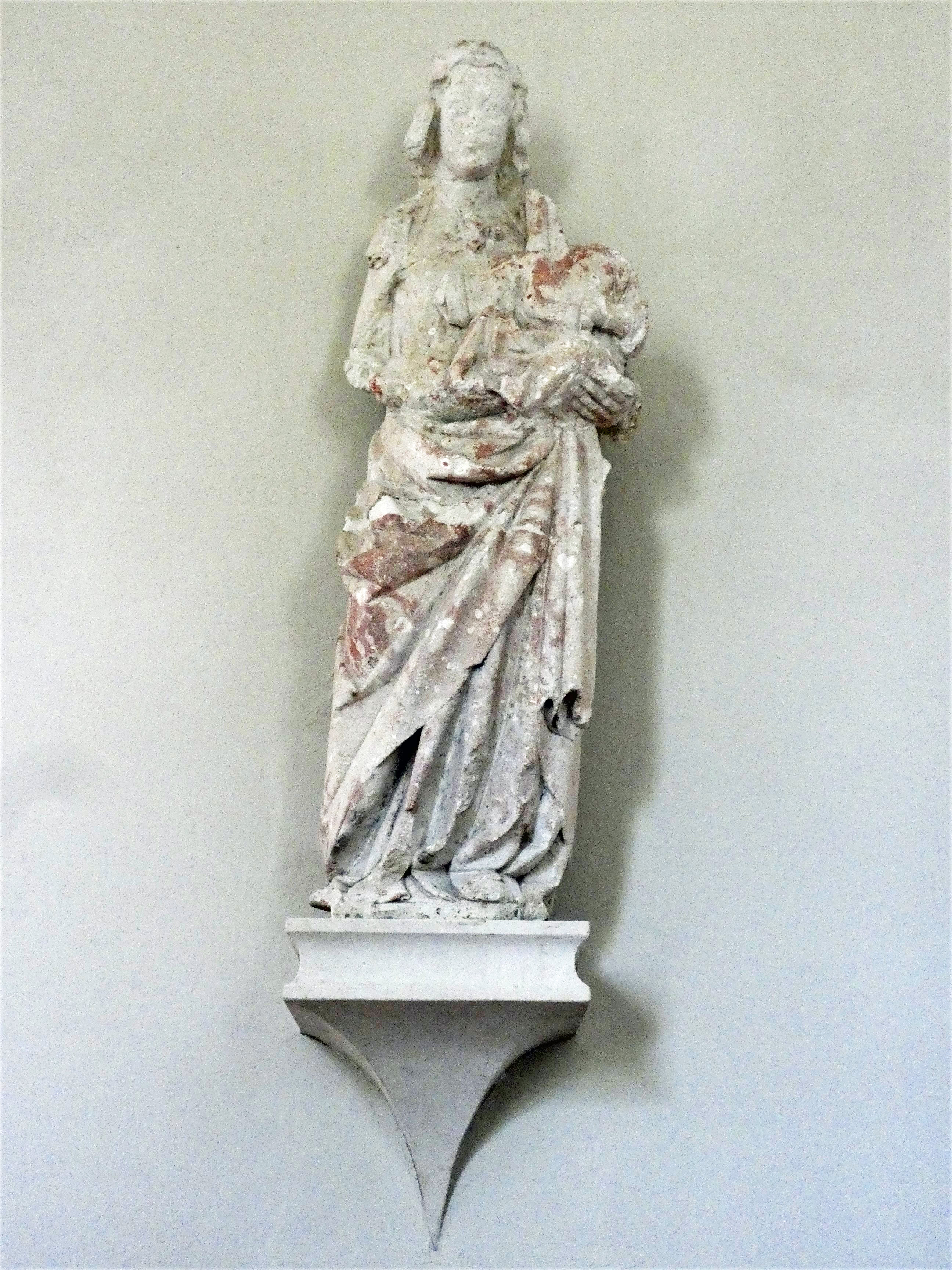
Horburger Madonna

Ein hölzerner Altaraufsatz aus der Zeit um 1730 ist mit toskanischen Säulen und geschnitzten barocken Wangen versehen, die ein möglicherweise älteres Gemälde mit einer Darstellung des Abendmahls rahmen. Die einfache hölzerne Kanzel stammt aus dem 17. Jahrhundert. Die aus Sandstein gefertigte gotische Taufe ist in gedrungener achtseitiger Kelchform gestaltet. Eine kielbogige Sakramentsnische und das darüber befestigte Relief einer Kreuzigungsgruppe stammen aus dem 15. Jahrhundert. 
Ein überlebensgroßer Holzkruzifixus wird als eine „vorzügliche Arbeit“ aus der Zeit um 1500 bezeichnet, die 1931 restauriert wurde. Eine Schnitzfigur einer stehenden Muttergottes und ein Hochrelief eines thronenden Christus aus einer Marienkrönung stammen aus dem späten 15. Jahrhundert. Weiterhin ist ein Inschriftgrabstein für Daniel Leopold († 1715) zu erwähnen.
Die Orgel ist ein Werk von Friedrich Gerhardt aus dem Jahr 1884.
Der Glasmaler Jochem Poensgen gestaltete in den Jahren ab 2014  farbige Glasfenster für die Kapelle und  den Kirchensaal.
Das bedeutendste Stück der Ausstattung ist eine lebensgroße Madonna aus Sandstein, die aus der Zeit um 1270/1280 stammt und im Jahr 1930 aus im Altar vermauerten Fragmenten wieder zusammengesetzt wurde; der Kopf des Kindes fehlt. Das künstlerisch bedeutende Werk wurde möglicherweise unter dem Einfluss der Stifterfiguren im Westchor der Naumburger Doms geschaffen. Die in einen faltenschweren Mantel gehüllte Standfigur wird im Dehio-Handbuch als „trotz starker Beschädigung von hohem Reiz“ gewürdigt. Durch ein sogenanntes Tränenwunder ist diese Marienfigur bis zur Reformation zu einem Wallfahrtsziel geworden. Im Rahmen einer Landesausstellung von Sachsen-Anhalt wurde die Horburger Madonna 2011 im Naumburger Dom ausgestellt. 